# Benjamin Harrison V
Benjamin Harrison V, född 5 april 1726 i Charles City County i Virginia, död 24 april 1796 i Charles City County i Virginia, var en amerikansk politiker. Han var en av dem som undertecknade USA:s självständighetsförklaring. Han var far till USA:s president William Henry Harrison och farfars far till Benjamin Harrison, som också blev USA:s president.
Han var ledamot av kontinentala kongressen 1774-1777 och guvernör i Virginia 1781-1784.
Harrison County i dåvarande Virginia, som numera är i West Virginia, fick sitt namn efter Benjamin Harrison V. Countyt grundades 1784.